# Christian Lademann
Christian Lademann (Blankenburg, 30 de octubre de 1975) es un deportista alemán que compitió en ciclismo en las modalidades de pista, especialista en la prueba de persecución por equipos, y ruta.
Ganó tres medallas en el Campeonato Mundial de Ciclismo en Pista entre los años 1998 y 2002.
Participó en los Juegos Olímpicos de Atenas 2004, ocupando el cuarto lugar en persecución por equipos y el 11.º lugar en persecución individual.

## Medallero internacional
| Campeonato Mundial | Campeonato Mundial   | Campeonato Mundial | Campeonato Mundial      |
| Año                | Lugar                | Medalla            | Competición             |
| ------------------ | -------------------- | ------------------ | ----------------------- |
| 1998               | Burdeos (Francia)    | Medalla de plata   | Persecución por equipos |
| 1999               | Berlín (Alemania)    | Medalla de oro     | Persecución por equipos |
| 2002               | Ballerup (Dinamarca) | Medalla de plata   | Persecución por equipos |

1. 1 2  Compitió en la ronda de clasificación.